# John Lyly
John Lyly (Lilly ali Lylie), angleški pisatelj, dramatik in politik, * 1553/1554, Kent Anglija, † november 1606, London. Najbolj je znan po svojih delih "Euphues: anatomija duhovitosti" (Euphues: The Anatomy of Wit, 1578) in "Euphues in njegova Anglija" (Euphues and his England, 1580). Njegov baročno okrašen literarni stil, ki izvira iz njegovih prvih knjig in za katerega je značilna pretirana raba tropov in figur, imenujemo evfuizem.

## Življenjepis
John Lyly je bil rojen v grofiji Kentu, v Angliji, leta 1553/1554, očetu Petru Lyly in njegovi ženi Jane Burgh (ali Brough). Kot prvi izmed osmih otrok je bil verjetn rojen v Canterburyju, kjer je bil njegov oče zaposlen kot matičar pri nadškofu Maththewu Parkerju, in kjer so zabeležena rojstva njegovih bratov in sester med letoma 1562 in 1568. Njegov pradedek je bil slovničar William Lily.
Pri šestnajstih je postal študent na kolidžu Magdalen na Univerze v Oxfordu, kjer si je leta 1573 pridobil diplomo, dve leti kasneje pa je še magistriral. Leta 1574 je na istem kolidžu poskusil nadaljevati s podiplomskim študijem, vendar je bil zavrnjen. Nekaj sicer piše o tem v prvem Euphuesu, vendar ne poda razloga, zakaj je bil zavrnjen. Kronist in zgodovinar Anthony Wood, ki je deloval stoletje kasneje, o tem zapiše, da Lylyija študij nikoli ni posebej zanimal in da je bil bolj pesniški tip človeka.
Potem, ko je zapustil Oxford, kjer je dobil status duhoviteža, si je Lyly pridobil naklonjenost dvornika kraljice Elizabete I. Lorda Burghleyja. Lyly je postal zasebni tajnik Burghleyevega zeta Edwarda de Vereja, grofa Oxforda, dramatika, kateremu je posvečen drugi del Euphuesa. 1577 je že kazalo, da se je sprl s svojim zaščitnikom okoli govoric o večji vsoti mecenskega denarja, ki naj bi ga prejel bodisi od Lorda Burghleyja oziroma Elizabete I., ki pa so se izkazale za neutemeljene. Vseeno so bile možnosti, da bi se vključil v kraljevi dvor, s tem onemogočene. Leta 1578 je napisal prvi del Euphuesa, ki je izšel naslednjo pomlad. Delo je takoj poželo uspeh. Istega leta mu je bil priznam naziv Magistra umetnosti (Master of Arts, MA) na Univerzi v Cambridgu. Tudi iskanje priložnosti pri ceremoniarju Edmundu Tylneyju, ki je skrbel za kraljeve slovestnosti, mu ni prineslo željenega učinka. Drugače je bilo z literarno javnostjo, ki se ji je priljubil še drudi del Euphesa (1580).
Za nekaj časa je Lyly veljal za najbolj popularnega in modnega med angleškimi avtorji, in je užival je čast avtorja »nove angleščine«. Po objavi Euphuesa se zdi, da je Lyly popolnoma opustil obliko novele, in se posvetil skoraj le izključno pisanju dramatike s pretežno istimi lahkotnimi in duhovitimi vsebinami. Drami Campaspe ter Sapho in Phao sta bili uprizorjeni pred kraljico leta 1582. Vsega skupaj jih je bilo uprizorjenih pred kraljicoje verjetno osem Lylyijevih iger, ponovljene so bile tudi pred širšo javnostjo v Blackfriars Theatre. Poskočni živi in barviti dialogi, pogosta namigovanja na osebe in dogodke so bile značilnosti tudi teh dram, javnosti pa je ta lahkotnost ugajala.
Nekaj let je bil tudi predstavnik spodnjega doma parlamenta za različna okrožja: za Hlindon leta 1580, za Aylesbury 1593, za Appleby leta 1597 in še drugič za Aylesbury leta 1601. V letih 1588-89 puritanski anonimni avtor, ki se je podpisal pod imenom Martin Marprelate v več traktatih napadel Anglikansko cerkev. Ti spisi so krožili skrivoma, enega pa je dobil Lyly, ki je anonimno objavil protiodgovor na obtožbe, Pappe with an hatchet Kljub temu da je to objavil anonimno, je dokaze o avtorstvu možno razbrati v več drugih delih in v raznih namigovanjih v Lylyjevih lastnih igrah.
V istem obdobju je verjetno napisal svojo prvo peticijo kraljici Elizabeti, v kateri ni skrival želje, da bi se zaposlil v Uradu za slovesnosti (Master of the Revels), ki pa ga je več kot uspešno vodil ceremoniar Edmund Tylney in to še nadaljnjih 31 let. Napisal je še eno peticijo, datuma obeh pa sta neznana.
V drugi peticiji leta 1593 je Lyly opisal svoje globoko razočaranje, saj se je leta in leta trudil, služil svoji kraljici, ves čas imel upanje, verjel je praznim obljubam, ne glede na to pa je vse vodilo nikamor. Lylyijeva nadaljnja usoda na dvoru ni znana, vsekakor mu ni uspelo doseči želene službe dvornega ceremoniarja. Da bi mu kraljica Elizabeta kakšno tolažilno nagrado, ni nikakršnih dokazov. Po 1590 je njegova literarna popularnost drastično upadla. Ljudje so se naveličali pretirano izumetničenega sloga. Umrl je reven in zanemarjen v zgodnjem delu vladanju Jakoba I. Stuarta. Pokopan je bil v Londonu v St Batholomew-the-Less 20. novembra 1606. Bil je poročen, imel je dva sinova in hčer.
Čeprav je Euphues Lylyijevo najbolj znano in vplivno delo v Elizabetinskem obdobju, so njegova dela zdaj občudovana zaradi fleksibilne uporabe dramatične proze in elegantnih vzorcev njihove konstrukcije.

## Komedije
Leta 1632 je založnik Edward Blount izdal Šest dvorni komedij (Six Court Comedies), prvo tiskano zbirko Lylyjevih iger. V besedilu se pojavijo v naslednjem zaporedju:

•	Endymion (1591)

•	Campaspe (1584)

•	Sapho and Phao (1584)

•	Gallathea (1592)

•	Midas (1592)

•	Mother Bombie (1594)

Ostale Lylyijeve igre vključujejo Love's Metamorphosis (čeprav je natisnjen leta 1601, gre verjetno za njegovo najzgodnejše delo – ohranjena verzija je verjetno prenova originalne verzije) in The woman in the Moon, prvič natisnjena leta 1597. Vse razen zadnje so prozna dela. Deli A warning for Faire Women (1599) in The Maid's Metamorphosis (1600) so pripisani Lylyiju, vendar na nezanesljivih virih.
Prve izdaje vseh iger so izšle med 1584 in 1601, večina od njih pa med 1584 in 1592, ki so bila Lylyijeva najuspešnejša ustvarjalna leta. Njegova pomembnost kot dramatika je bila zelo različno ocenjena. Njegovi dialogi so še vedno zelo daleč od Shakespearovih, vendar je hkrati velika prednost v nenadnosti in dinamičnosti, ki so izšla pred njim; predstavlja velik korak v angleški dramatični umetnosti. Shakespearjev slog je postal okretnejši in manj pedantnejši šele s komedijama Dvanajsta noč ali Kar hočete (Twelfth Night, 1601) in Mnogo hrupa za nič (Mucho Ado about Nothing, 1598/99).
Ena ali dve pesmi, predstavljeni v njegovih igrah, sta postali splošno priljubiljeni in nakazujeta na njegov pesniški talent. Lylyijeve drame bi mogoče bile nezanimive, plehke, izumetničene in puste za današnje občinstvo, kar pa ne določa njegovega statusa kot dramatika: miti, ki jih je vključeval v svoje drame, so se vključevali v takratno družbeno in dvorno okolje, zato vsebujejo namigovanja na v razne aferice in spletke, ki so bile takrat aktualne. ravzaprav sta bila njegov ugled in popularnost kot dramatika pomembna. Marsikdo, ki se je sprl z njim, se je bal, da bi ga Lyly posredno vključil v kakšno od njegovih komedij in bi ga občinstvo potem prepoznalo. Dramatik naslednje generacije Ben Jonson ga imenuje za enega izmed najpomembnejših rivalov, ki jih je zasenčil Shakespeare. 
Lyly je v omejenem smislu vplival na igre Williama Shakespeara, še posebno na romantične komedije. Lylyijeva Ljubezenske preobrazbe (Love's Metamorphosis) je imela velik vpliv na Shakespearjevo Ljubezni trud zaman (Love's Labour's Los), in Gallathea na Sen kresne noči (A Midsummer Night's Dream). Leta 2007 je Primavera Productions v Londonu na odru uprizorila Gallatheo (režija Toma Littler).
Poleg iger je Lyly napisal in organiziral vsaj en dvorni ples v maskah z igranjem vlog za kraljico Elizabeto I., ki je bila izvedena med 28. in 29. julijem 1602. Lyly je bil predlagan za avtorja številnih drugih dvornih zabav v 90-ih letih 16. stoletja.